# Jean-Nicolas Corvisart

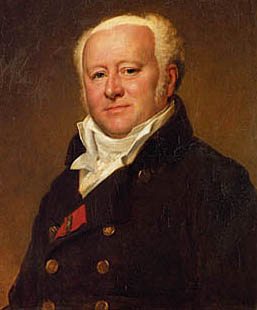
Jean-Nicolas Corvisart, 1806

Jean-Nicolas Corvisart des Marets, auch Jean Nicolas Corvisart und Jean Nicolas Baron Corvisart(-Desmaret) (* 15. Februar 1755 in Dricourt/Champagne, heute im Département Ardennes; † 18. September 1821 in Courbevoie, Département Hauts-de-Seine), war ein französischer Mediziner, insbesondere Kardiologe und Leibarzt von Napoléon Bonaparte. Neben Philippe Pinel und Francois Xavier Bichat zählt Corvisart des Marets zu den wichtigen Vertretern der Pariser klinischen Schule der Medizin.

## Biografie
Corvisart bekam durch einen Onkel, der Priester war, früh Unterricht in Latein und Französisch. Mit zwölf Jahren besuchte er das Collège Sainte-Barbe. Sein Vater hätte es gerne gesehen, wenn der junge Corvisart sein in Paris begonnenes Studium der Jurisprudenz weitergeführt hätte, doch dieser bevorzugte nach einem entscheidenden Treffen mit dem berühmten Arzt Antoine Petit (1722–1794; le seul docteur de Paris qui sache opérer et accoucher) die Medizin. Da ihm sein Vater darauf die finanzielle Unterstützung strich, wurde er Pflegehilfe im Hôpital-Dieu in Paris. Dort zeigte er so viel Enthusiasmus, dass sich die Eltern entschlossen, ihm das Studium der Medizin an der École de médecine in Paris zu erlauben.
Er studierte bei den bekanntesten Namen der damaligen Zeit (Pierre-Joseph Desault, Félix Vicq d’Azyr, Antoine Petit, Louis Desbois de Rochefort). Am 14. November 1782 wurde ihm der Titel des docteur-régent verliehen. Da er sich weigerte, die Perücke zu tragen, wurde ihm eine Anstellung als Arzt im Hôpital des Paroisses verwehrt und er nahm eine Stelle in einem Armenspital der Saint-Sulpice-Gemeinde an.
Im Jahre 1788 trat er die Nachfolge des Debois de Rochefort als Chefarzt des Hospice de la Charité an, wo er einige weitgehende Reformen einleitete.
Durch die Französische Revolution (1792) wurde die Lehrtätigkeit in der Medizin aufgehoben und es kam zu einer Zunahme von Scharlatanen. Ende 1794 wurden dann doch wieder zunehmend geregelte Studiengänge eingerichtet. 1795 wurde die neue École de Santé in Paris gegründet und Corvisart der Stuhl der Inneren Medizin übertragen. Innerhalb kurzer Zeit wurde die Pariser Schule zu einer der bedeutendsten in Europa.
Sein Hauptinteresse galt der Kardiologie, er verfeinerte die entsprechende Diagnostik, so zum Beispiel die Herz-Auskultation. Auch in seiner Lehrtätigkeit legte er auf eine systematische und sorgfältige, alle Sinne einsetzende Untersuchung großen Wert. Corvisart reaktivierte die bereits 1761 von Johann Leopold Auenbrugger entdeckte Methode der Perkussion zur Diagnostik der Brusterkrankungen. und verbesserte 1808.
Im Jahr 1795 war Corvisart mit Chopart an der Behandlung ihres todkranken Lehrers Desaults beteiligt.
In den ersten Jahren des 19. Jahrhunderts gewann er das Vertrauen von Napoléon und Joséphine und wurde ab 1804 zu deren Leibarzt. Napoleon war von seiner ruhigen Art und von seiner sicheren Diagnostik fasziniert und soll folgendes Zitat gemacht haben: „Ich glaube nicht an die Medizin, ich glaube aber an Corvisart“. Er ernannte ihn auch zum Ritter der erst zwei Jahre zuvor ins Leben gerufenen Ehrenlegion (1804). Corvisart begleitete Napoleon 1805 nach Italien und 1809 nach Österreich. 1808 wurde er zum Baron d'Empire ernannt und bekam ein Gehalt von 10.000 Francs. Er behandelte auch Joséphine und diagnostizierte ihre Sterilität. Da sie immer mehr nach den von ihm verschriebenen Pillen verlangte, gab er ihr ein Placebo: Weißbrotkügelchen in Silberpapier verpackt.
Nachfolger Corvisarts als médecin d'hôpital an der Charité wurde 1805 sein Schüler, der Kliniker Gaspard-Laurent Bayle (1774–1816), der als exzellenter Praktiker galt und zudem zum führenden Theoretiker der pathologisch-anatomisch orientierten Pariser Schule wurde.
Corvisarts bedeutendstes Werk ist die Arbeit Essai sur les maladies et les lésions organiques du cœur et des gros vaisseaux („über die Krankheiten und organischen Läsionen des Herzen und der großen Gefäße“), welche 1806 erschien und worin er etwa die kardiale Wassersucht beschreibt. Darin fordert er zudem, nicht nur die anatomische Beschreibung von Krankheiten durchzuführen, sondern das Bemühen, diese an sicheren Zeichen bzw. konstanten Symptomen wiedererkennbar zu machen. Zu dieser Zeit entstand die Pariser Schule und die pathologische Anatomie wurde zum unentbehrlichen Bestandteil der praktischen Medizin. 1808 übersetzte er Leopold Auenbruggers Buch über die Perkussion und verhalf dieser Arbeit damit zu großem Ruhm.
1811 bekam er einen Sitz in der Académie des sciences. Im selben Jahr wurde er zum auswärtigen Mitglied der Göttinger Akademie der Wissenschaften gewählt. 1820 wurde er Mitglied der Académie de médecine.
Corvisart starb am 18. September 1821 in Courbevoie bei Paris nach mehreren Hirnschlägen, nur wenige Monate nach dem Tod Napoleons auf Sankt Helena. Er wurde im Friedhof von Athis-Mons bei Paris beerdigt. In Paris sind eine Straße und eine Metrostation nach ihm benannt.

## Schriften
- mit Louis Desbois de Rochefort: Cours élémentaire de matière médicale: suivi d’un précis de l’art de formuler. Band 1. 1793.
- mit C. E. Horeau: Essai sur les maladies et les lésions organiques du cœur et des gros vaisseaux. Paris 1806; 3., verbesserte Auflage ebenda 1818.
  - Versuche über die Krankheiten und organischen Verletzungen des Herzens und der großen Gefäße. Berlin 1814.
- Nouvelle methode pour reconnaitre les maladies internes de la poitrine par la percussion de cette cavité. 1808. (Übersetzung von Leopold Auenbruggers Buch über die Perkussion.)